# シュペル530 (ミサイル)
シュペル530（Super 530）は、フランスのマトラ社製の中距離空対空ミサイルである。

## 概要
その名の通り、原形となったR.530空対空ミサイルの発展型であり、ミラージュF1用のシュペル530Fと、ミラージュ2000用のシュペル530Dの2種類に分かれる。
シュペル530Fの開発は難航したが、原形となったR.530から射程は大きく伸びており、イラン・イラク戦争ではイラク空軍の主力兵器として活用された。
シュペル530Dは、RDI レーダーに対応したドップラー・レーダーを使用したシュペル530Fの改良型である。最終段階においてアクティブ・レーダー・ホーミング誘導を使用することと、延伸された射程によって高い性能を期待されたが、MICAの完成により更新されつつある。

## 運用国
- ブラジル - 2024年時点で、ブラジル空軍がシュペル530Fを保有[1]。
- インド - 2024年時点で、インド空軍がシュペル530Dを保有[2]。
- パキスタン - 2024年時点で、パキスタン空軍がシュペル530を保有[3]。

## ギャラリー

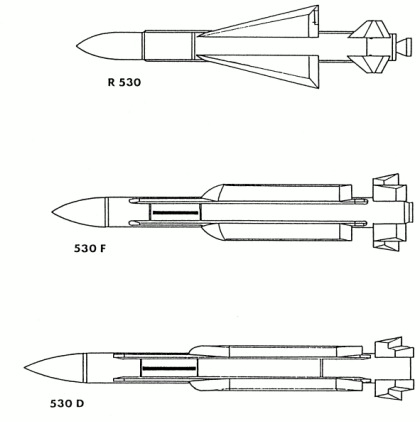
R.530ミサイルシリーズの図 シュペル530F（中段）と530D（下段）
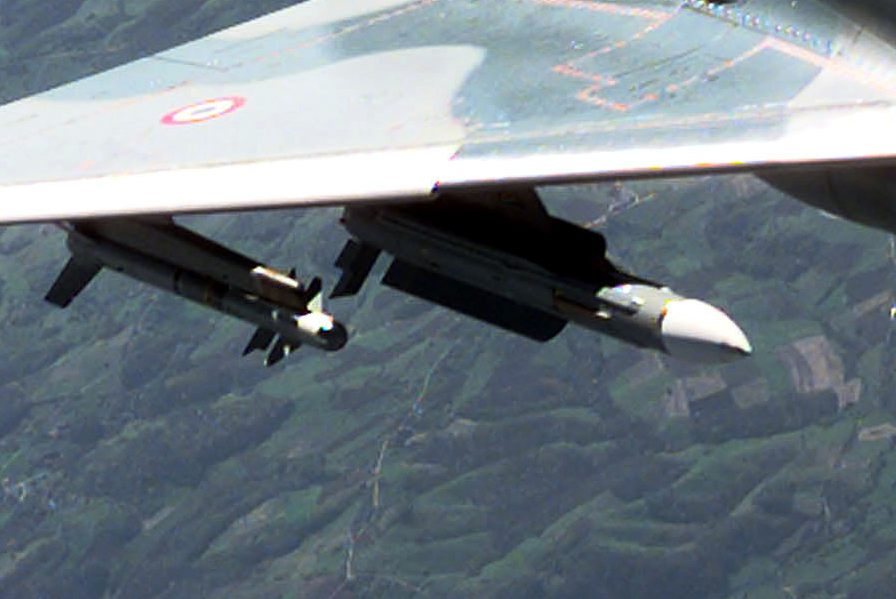
ミラージュ2000に搭載されたシュペル530D（右上側のもの） 左側のミサイルはマトラ R.550
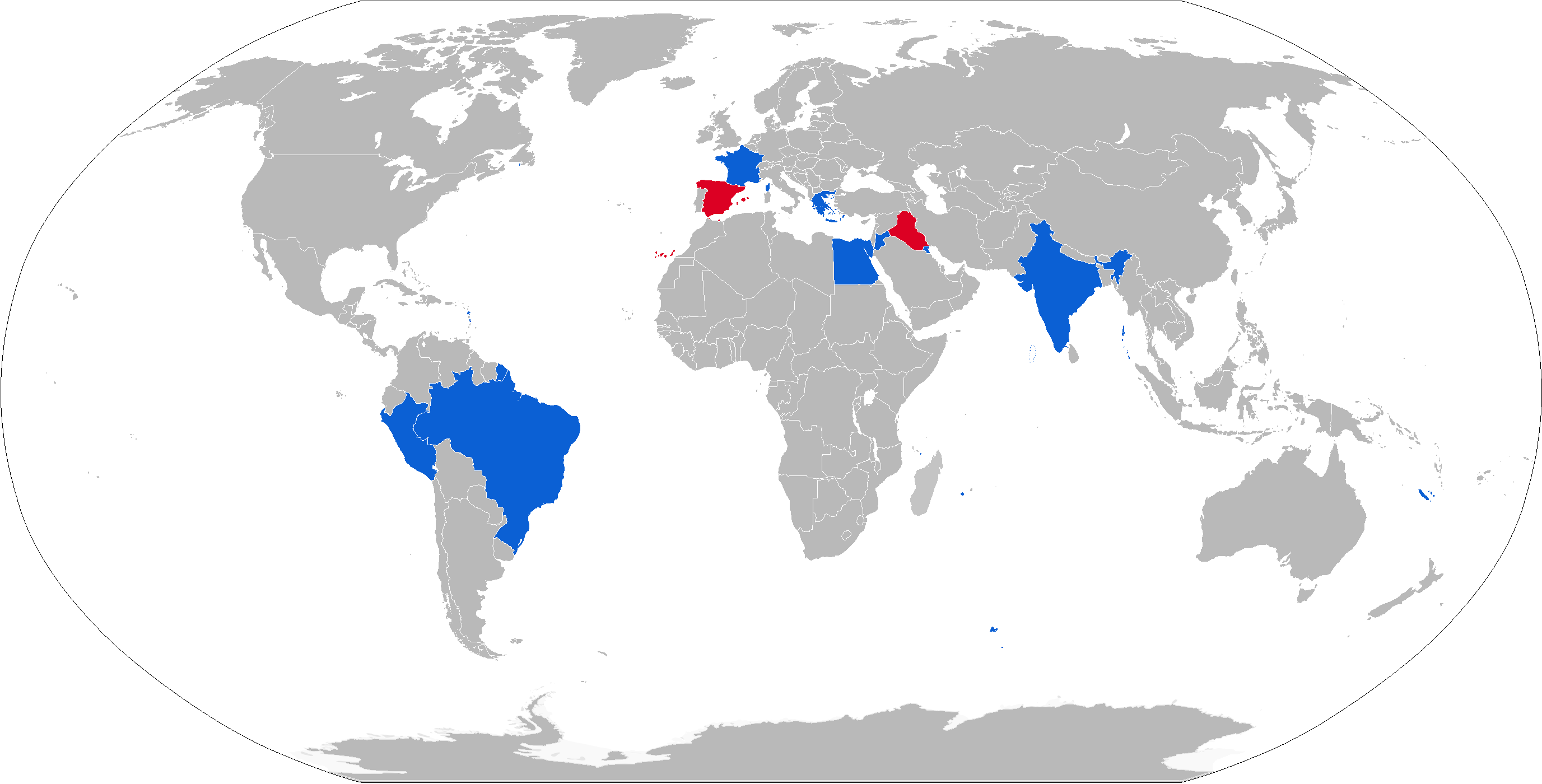
シュペル530の運用国（2015年現在） 青は現役、赤は退役した国